# اومبرتو سلوتی
اومبرتو سلوتی (انگلیسی: Humberto Selvetti; ۳۱ مارس ۱۹۳۲ – ۱۹۹۲) وزنه‌بردار ایتالیایی‌تبار اهل آرژانتین بود.
وی در مسابقات کشوری و بین‌المللی در مجموع برندهٔ ۴ مدال نقره، ۲ مدال برنز شده‌است.